# Město Touškov
Město Touškov település Csehországban, a Észak-plzeňi járásban. Město Touškov Plzeň, Nevřeň, Líšťany, Čeminy, Kozolupy, Chotíkov, Újezd nade Mží, Vochov, Bdeněves és Příšov településekkel határos. Lakosainak száma 2407 fő (2024. január 1.).

## Népesség
A település lakosságának változását az alábbi diagram mutatja:
| Lakosok száma | 1388 | 1608 | 1610 | 1473 | 1657 | 1712 | 2137 | 2187 | 2186 | 2407 |
|               | 1869 | 1890 | 1921 | 1950 | 1980 | 2001 | 2017 | 2019 | 2022 | 2024 |